# Mieszko I di Teschen
Mieszko I di Teschen, in polacco: Mieszko cieszyński, (tra il 1252 e il 1256 – prima del 27 agosto 1315), fu il fondatore della dinastia dei Piast di Cieszyn (Teschen).

## Biografia
Egli era il figlio maggiore di Ladislao di Opole (Władysław opolski) e di sua moglie Eufemia.
Egli aveva tre fratelli e il loro padre decise di concedere a ciascuno dei propri figli un quarto del Ducato di Opole, e a Mieszko toccò il Ducato di Cieszyn. Mieszko governò su Cieszyn, Oświęcim (Auschwitz) e Racibórz (Ratibor) sin dal 1281/1282 assieme al fratello Premislao di Racibórz, e dal 1290 - dopo la suddivisione - divenne il solo reggenti di Cieszyn e Oświęcim.
Egli rifiutò il supporto ai Piast che aspiravano al trono polacco. Egli si alleò invece, il 17 gennaio 1291 con Venceslao II (Václav II), Re di Boemia. Mieszko gli garantì infatti la propria fedeltà ed il suo sostegno verso il trono polacco. Egli prese parte infatti alla campagna contro Ladislao I di Polonia (Władysław I Łokietek) nel 1292 e prese parte alla Battaglia di Siewierz. Mieszko fu inoltre presente all'incoronazione di Venceslao II a Re di Polonia a Gniezno nel 1300. Alla morte di Venceslao II, Mieszko continuò a supportare i Re boemi e in particolare Venceslao III, figlio di Venceslao II.
Nella politica interna, si destreggiò in modo deciso. Mieszko apportò una politica di intensa colonizzazione e fondò molti nuovi insediamenti. Egli elevò a città molti villaggi dell'area: Cieszyn, Oświęcim, Zator, Bielsko, Skoczów e Fryštát.
Alla sua morte, i suoi domini vennero divisi in due sezioni governate dai suoi figli: Cieszyn, che venne governata da Casimiro e Oświęcim, retta da Ladislao.

## Ascendenza
|                      |                |                                  | Genitori          |  |  | Nonni |  |  | Bisnonni                |  |  | Trisnonni              |  |
|                      |                |                                  |                   |  |  |       |  |  | Miecislao IV di Polonia |  |  | Ladislao II l'Esiliato |  |
|                      |                |                                  |                   |  |  |       |  |  | Miecislao IV di Polonia |  |  | Ladislao II l'Esiliato |  |
|                      |                | Agnese di Babenberg              |                   |  |  |       |  |  | Miecislao IV di Polonia |  |  |                        |  |
| Casimiro I di Opole  |                |                                  |                   |  |  |       |  |  | Miecislao IV di Polonia |  |  |                        |  |
|                      |                | Ludmilla                         | …                 |  |  |       |  |  |                         |  |  |                        |  |
|                      |                | Ludmilla                         | …                 |  |  |       |  |  |                         |  |  |                        |  |
|                      |                | Ludmilla                         | …                 |  |  |       |  |  |                         |  |  |                        |  |
| Ladislao I di Opole  |                | Ludmilla                         |                   |  |  |       |  |  |                         |  |  |                        |  |
|                      |                | …                                | …                 |  |  |       |  |  |                         |  |  |                        |  |
|                      |                | …                                | …                 |  |  |       |  |  |                         |  |  |                        |  |
|                      |                | …                                | …                 |  |  |       |  |  |                         |  |  |                        |  |
| Viola                |                | …                                |                   |  |  |       |  |  |                         |  |  |                        |  |
|                      |                | …                                | …                 |  |  |       |  |  |                         |  |  |                        |  |
|                      |                | …                                | …                 |  |  |       |  |  |                         |  |  |                        |  |
|                      |                | …                                | …                 |  |  |       |  |  |                         |  |  |                        |  |
| Mieszko I di Teschen |                | …                                |                   |  |  |       |  |  |                         |  |  |                        |  |
|                      | Odon di Poznań | Miecislao III di Polonia         |                   |  |  |       |  |  |                         |  |  |                        |  |
|                      | Odon di Poznań | Miecislao III di Polonia         |                   |  |  |       |  |  |                         |  |  |                        |  |
|                      | Odon di Poznań | Elisabetta d'Ungheria            |                   |  |  |       |  |  |                         |  |  |                        |  |
| Ladislao Odonic      | Odon di Poznań |                                  |                   |  |  |       |  |  |                         |  |  |                        |  |
|                      |                | Viacheslava Yaroslavna di Halych | Jaroslav Osmomysl |  |  |       |  |  |                         |  |  |                        |  |
|                      |                | Viacheslava Yaroslavna di Halych | Jaroslav Osmomysl |  |  |       |  |  |                         |  |  |                        |  |
|                      |                | Viacheslava Yaroslavna di Halych | Olga Jur'evna     |  |  |       |  |  |                         |  |  |                        |  |
| Eufemia              |                | Viacheslava Yaroslavna di Halych |                   |  |  |       |  |  |                         |  |  |                        |  |
|                      |                | …                                | …                 |  |  |       |  |  |                         |  |  |                        |  |
|                      |                | …                                | …                 |  |  |       |  |  |                         |  |  |                        |  |
|                      |                | …                                | …                 |  |  |       |  |  |                         |  |  |                        |  |
| Edvige               |                | …                                |                   |  |  |       |  |  |                         |  |  |                        |  |
|                      |                | …                                | …                 |  |  |       |  |  |                         |  |  |                        |  |
|                      |                | …                                | …                 |  |  |       |  |  |                         |  |  |                        |  |
|                      |                | …                                | …                 |  |  |       |  |  |                         |  |  |                        |  |
|                      |                | …                                |                   |  |  |       |  |  |                         |  |  |                        |  |